# ソニック・ザ・ヘッジホッグ ポケットアドベンチャー
『ソニック・ザ・ヘッジホッグ ポケットアドベンチャー』（SONIC THE HEDGEHOG: POCKET ADVENTURE）は1999年12月4日にSNKがネオジオポケット（カラー専用）で発売したアクションゲーム。略称は、「ソニックポケットアドベンチャー」。

## 登場キャラクター

### 主要キャラクター
ソニック・ザ・ヘッジホッグ
世界最速のハリネズミ。
マイルス "テイルス" パウアー
ZONE5のACT1でトルネード号を操縦してソニックをサポートする。また、2人プレイでは2Pが操作できる。
ナックルズ・ザ・エキドゥナ
ソニックの喧嘩友達。エッグマンに騙されてZONE4の最後に戦うことになる。

## ステージ
ステージの見た目や仕掛けは、基本1992年発売のソニック・ザ・ヘッジホッグ2のものを踏襲している。
ZONE 1 NEO SOUTH ISLAND ZONE（ネオサウスアイランドゾーン)
ソニック1のグリーンヒルゾーンやソニック2のエメラルドヒルゾーンを彷彿とさせるシリーズおなじみの草原ステージ。
ZONE 2 SECRET PLANT ZONE（シークレットプラントゾーン）
ケミカルプラントゾーンのような見た目のゾーン。印象的な水中のエリアもある。
ZONE 3 COSMIC CASINO ZONE（コスミックカジノゾーン）
カジノナイトゾーンベースのステージ。ピンボールのようなギミックがたくさんある。
ZONE 4 AQUATIC RELIX ZONE（アクアティックレリックスゾーン）
アクアティックルーインゾーンのようなステージ。ソニックが近づくと矢を発射するギミックや、水中のエリアがある。
ZONE 5 ACT1 SKY CHASE ZONE（スカイチェイスゾーン）
ソニック2の同名のステージ同様、テイルスの操縦するトルネードの上に乗って進む強制スクロールステージ。
ZONE 5 ACT2 AEROBASE ZONE（エアロベースゾーン）
ウイングフォートレスゾーンのようなエッグマンの空中要塞ステージ。最後にはメカソニックとの対決がある。
ZONE 6 GIGANTIC ANGEL ZONE（ギガンティックエンジェルゾーン）
ソニック1のスクラップブレインゾーンのようなステージ。仕掛けはソニック2のメトロポリスゾーンのものとなっている。
FINAL ZONE LAST UTOPIA ZONE（ラストユートピアゾーン）
最終ゾーン。カオスエメラルドを6つ持った状態でボスのエメラルドを奪うことでEXTRA ZONEへと進める。
EXTRA ZONE CHAOTIC SPACE  ZONE（カオティックスペースゾーン）
カオスエメラルドをすべて集めることで挑戦できるエクストラゾーン。

## ボス
ネオサウスアイランドゾーンのボス
ZONE1のボス。先端にハンマーが付いていて、これで叩いてくる。ある程度攻撃するとハンマーで地震を起こす。
シークレットプラントゾーンのボス
ZONE2のボス。周りに回転する棘付きの足場が浮いている。一定周期でソニックの方向に3つの弾を放つ。
コズミックカジノゾーンのボス
ZONE3のボス。
ナックルズ
ZONE4のボス。ソニック&ナックルズ同様、スピンダッシュや滑空で攻撃してくる。
メカソニック
ZONE5のボス。攻撃方法はソニック2のメカソニックと同じ。
ギガンティックエンジェルゾーンのボス
ZONE6のボス。ジャンプでは届かない位置にいるので、落としてくる核爆弾のきのこ雲の上に乗って攻撃。たまに8方向に弾を出す。
ラストユートピアゾーンのボス
最終ボス。ナックルズから奪ったカオスエメラルドを後ろに装備しており、そこに攻撃するとエメラルドが外れてゲットできる。エメラルドを落とすと1発で倒せるが、エメラルドを取り損ねると消えてしまうので注意。
カオティックスペースゾーンのボス
EXTRRA ZONEのボス。ソニック&ナックルズのファイナルウエポンに似たボス。

## 音楽
ほとんどの音楽は1994年発売のソニック・ザ・ヘッジホッグ3とソニック&ナックルズのbgmを8ビットアレンジしたものを使っているが、ZONE1のACT1は、ソニックジャムのソニックワールドのBGMを使用している。